# Kristin Cashore
Kristin Cashore (Boston, 10 de junho de 1976) é uma escritora norte-americana de fantasia. Seu primeiro livro foi Graceling.

## Biografia
Ela cresceu na Pensilvânia, a segunda de quatro filhos. Graduou-se pela Williams College e obteve título de mestre do Centro de Estudos da Literatura Infantil da Simmons College.
Vive atualmente na região de Boston. Graceling, seu primeiro livro, ganhou o prêmio da Associação Americana de Bibliotecas (ALA, na sigla em inglês) de Melhor Livro para Jovens Adultos.

## Obras

### Série Graceling
1. Graceling, (2008) Graceling: O Dom Extraordinário, (2011)
2. Fire, (2009) Fogo: Como Tudo Começou, (2013)
3. Bitterblue, (2012)

No Brasil pela Rocco.

### Outro
- Jane, Unlimited, 2017